# Braunschweiger Turn- und Sportverein Eintracht von 1895 1966-1967
Questa voce raccoglie le informazioni riguardanti il Braunschweiger Turn- und Sportverein Eintracht von 1895 nelle competizioni ufficiali della stagione 1966-1967.

## Stagione
Nella stagione 1966-1967 l'Eintracht Braunschweig, allenato da Helmuth Johannsen, concluse il campionato di Bundesliga al 1º posto. In Coppa di Germania l'Eintracht Braunschweig fu eliminato al primo turno dal Duisburg.

## Rosa
| N. |                     | Ruolo | Calciatore     |
| -- | ------------------- | ----- | -------------- |
|    | Germania (bandiera) | P     | Hans Jäcker    |
|    | Germania (bandiera) | P     | Horst Wolter   |
|    | Germania (bandiera) | D     | Joachim Bäse   |
|    | Germania (bandiera) | D     | Wolfgang Brase |
|    | Germania (bandiera) | D     | Wolfgang Grzyb |
|    | Germania (bandiera) | D     | Peter Kaack    |
|    | Germania (bandiera) | D     | Wolfgang Matz  |
|    | Germania (bandiera) | D     | Klaus Meyer    |
|    | Germania (bandiera) | D     | Jürgen Moll    |
|    | Germania (bandiera) | D     | Walter Schmidt |

| N. |                     | Ruolo | Calciatore          |
| -- | ------------------- | ----- | ------------------- |
|    | Germania (bandiera) | D     | Wolfgang Simon      |
|    | Germania (bandiera) | C     | Michael Polywka     |
|    | Germania (bandiera) | C     | Werner Rinas        |
|    | Germania (bandiera) | A     | Hans-Georg Dulz     |
|    | Germania (bandiera) | A     | Klaus Gerwien       |
|    | Germania (bandiera) | A     | Wolf-Rüdiger Krause |
|    | Germania (bandiera) | A     | Erich Maas          |
|    | Germania (bandiera) | A     | Gerd Saborowski     |
|    | Germania (bandiera) | A     | Lothar Ulsaß        |

## Organigramma societario
Area tecnica
- Allenatore: Helmuth Johannsen
- Allenatore in seconda: Heinz Patzig
- Preparatore dei portieri:
- Preparatori atletici:

## Calciomercato

### Sessione estiva
| Acquisti | Acquisti        | Acquisti        | Acquisti |
| R.       | Nome            | da              | Modalità |
| -------- | --------------- | --------------- | -------- |
| C        | Michael Polywka | Carl Zeiss Jena |          |
| A        | Gerd Saborowski | Holstein Kiel   |          |

| Cessioni | Cessioni        | Cessioni              | Cessioni |
| R.       | Nome            | a                     | Modalità |
| -------- | --------------- | --------------------- | -------- |
| D        | Günter Busse    | HSC Leu 06            |          |
| C        | Dieter Krafczyk | Eintracht Francoforte |          |
| A        | Lothar Weschke  | Kickers Offenbach     |          |

## Risultati

### Bundesliga

#### Girone di andata
| Arbitro: | Herden |

|                         |           |  |
| Maas 23’ Saborowski 81’ | Marcatori |  |

| Arbitro: | Radermacher |

|                              |           |                |
| Küppers 27’ Brunnenmeier 79’ | Marcatori | 63’ Saborowski |

| Arbitro: | Schreiner |

|           |           |  |
| Ulsaß 63’ | Marcatori |  |

| Arbitro: | Hilker |

|  |           |             |
|  | Marcatori | 68’ Gerwien |

| Arbitro: | Schmidt |

|            |           |                    |
| Köppel 66’ | Marcatori | 78’ Ulsaß 79’ Maas |

| Braunschweig 24 settembre 1966, ore 16:00 CET 6ª giornata | Eintracht Braunschweig | 0 – 0 referto | Meidericher | Stadion an der Hamburger Straße (28 000 spett.)\| Arbitro: \| Betz \| |
| Arbitro:                                                  | Betz                   |               |             |                                                                       |

| Gelsenkirchen 1º ottobre 1966, ore 16:00 CET 7ª giornata | Schalke 04 | 0 – 0 referto | Eintracht Braunschweig | Glückauf-Kampfbahn (32 000 spett.)\| Arbitro: \| Spinnler \| |
| Arbitro:                                                 | Spinnler   |               |                        |                                                              |

| Arbitro: | Malka |

|                   |           |  |
| Dulz 25’ Maas 59’ | Marcatori |  |

| Arbitro: | Fritz |

|            |           |  |
| Dörfel 51’ | Marcatori |  |

| Arbitro: | Heumann |

|                         |           |             |
| Ulsaß 68’, 76’ Maas 72’ | Marcatori | 86’ Assauer |

| Arbitro: | Weyland |

|                         |           |  |
| Müller 43’ Koulmann 80’ | Marcatori |  |

| Arbitro: | Tschenscher |

|                                    |           |  |
| Dulz 30’, 66’ Maas 50’ Gerwien 60’ | Marcatori |  |

| Arbitro: | Eschweiler |

|                                              |           |                    |
| Siemensmeyer 6’, 23’ Poulsen 40’ Bandura 76’ | Marcatori | 18’ Ulsaß 75’ Maas |

| Arbitro: | Hennig |

|                                        |           |           |
| Maas 50’ Saborowski 53’, 89’ Ulsaß 68’ | Marcatori | 2’ Zaczyk |

| Mönchengladbach 3 dicembre 1966, ore 15:00 CET 15ª giornata | Borussia M'gladbach | 0 – 0 referto | Eintracht Braunschweig | Bökelbergstadion (28 000 spett.)\| Arbitro: \| Siebert \| |
| Arbitro:                                                    | Siebert             |               |                        |                                                           |

| Braunschweig 10 dicembre 1966, ore 15:00 CET 16ª giornata | Eintracht Braunschweig | 0 – 0 referto | Rot-Weiss Essen | Stadion an der Hamburger Straße (15 000 spett.)\| Arbitro: \| Handwerker \| |
| Arbitro:                                                  | Handwerker             |               |                 |                                                                             |

| Arbitro: | Hennig |

|  |           |                                             |
|  | Marcatori | 36’ Dulz 64’ Grzyb 70’ Ulsaß 88’ Saborowski |

#### Girone di ritorno
| Arbitro: | Weyland |

|                          |           |                         |
| Zebrowski 22’ Lorenz 73’ | Marcatori | 12’ Maas 36’, 81’ Ulsaß |

| Arbitro: | Hennig |

|          |           |  |
| Moll 77’ | Marcatori |  |

| Arbitro: | Handwerker |

|          |           |  |
| Löhr 46’ | Marcatori |  |

| Arbitro: | Radermacher |

|                             |           |  |
| Moll 37’ Grzyb 61’ Maas 86’ | Marcatori |  |

| Arbitro: | Hilker |

|           |           |            |
| Ulsaß 45’ | Marcatori | 65’ Eisele |

| Duisburg 25 febbraio 1967, ore 16:00 CET 23ª giornata | Duisburg | 0 – 0 referto | Eintracht Braunschweig | Wedaustadion (35 000 spett.)\| Arbitro: \| Riegg \| |
| Arbitro:                                              | Riegg    |               |                        |                                                     |

| Arbitro: | Schulz |

|          |           |  |
| Maas 47’ | Marcatori |  |

| Arbitro: | Heumann |

|                    |           |  |
| Kentschke 61’, 82’ | Marcatori |  |

| Arbitro: | Malka |

|                     |           |  |
| Gerwien 5’ Dulz 28’ | Marcatori |  |

| Dortmund 1º aprile 1967, ore 16:00 CET 27ª giornata | Borussia Dortmund | 0 – 0 referto | Eintracht Braunschweig | Stadio Rote Erde (26 000 spett.)\| Arbitro: \| Kreitlein \| |
| Arbitro:                                            | Kreitlein         |               |                        |                                                             |

| Arbitro: | Siepe |

|                                                   |           |                                  |
| Gerwien 4’ Ulsaß 23’ Saborowski 30’, 41’ Moll 68’ | Marcatori | 73’ (rig.) Müller 78’ Brenninger |

| Arbitro: | Siebert |

|          |           |          |
| Meyer 8’ | Marcatori | 89’ Moll |

| Arbitro: | Schmidt |

|  |           |                  |
|  | Marcatori | 58’ Siemensmeyer |

| Arbitro: | Radermacher |

|                                  |           |  |
| Cieslarczyk 56’ (rig.), 79’, 87’ | Marcatori |  |

| Arbitro: | Tschenscher |

|                    |           |              |
| Ulsaß 84’ Maas 89’ | Marcatori | 57’ Heynckes |

| Essen 27 maggio 1967, ore 16:00 CET 33ª giornata | Rot-Weiss Essen | 0 – 0 referto | Eintracht Braunschweig | Georg-Melches-Stadion (32 000 spett.)\| Arbitro: \| Riegg \| |
| Arbitro:                                         | Riegg           |               |                        |                                                              |

| Arbitro: | Regely |

|                                               |           |            |
| Ulsaß 28’ (rig.), 88’ Saborowski 31’ Moll 90’ | Marcatori | 55’ Strehl |

### Coppa di Germania
| Arbitro: | Eisemann |

|                       |           |                          |
| Ulsaß 44’ (rig.), 88’ | Marcatori | 6’, 52’ Rühl 115’ Krämer |

## Statistiche

### Statistiche di squadra
| Competizione      | Punti | In casa | In casa | In casa | In casa | In casa | In casa | In trasferta | In trasferta | In trasferta | In trasferta | In trasferta | In trasferta | Totale | Totale | Totale | Totale | Totale | Totale | DR  |
| Competizione      | Punti | G       | V       | N       | P       | Gf      | Gs      | G            | V            | N            | P            | Gf           | Gs           | G      | V      | N      | P      | Gf     | Gs     | DR  |
| ----------------- | ----- | ------- | ------- | ------- | ------- | ------- | ------- | ------------ | ------------ | ------------ | ------------ | ------------ | ------------ | ------ | ------ | ------ | ------ | ------ | ------ | --- |
| Bundesliga        | 43    | 17      | 13      | 3       | 1       | 35      | 8       | 17           | 4            | 6            | 7            | 14           | 19           | 34     | 17     | 9      | 8      | 49     | 27     | +22 |
| Coppa di Germania | -     | 1       | 0       | 0       | 1       | 2       | 3       | 0            | 0            | 0            | 0            | 0            | 0            | 1      | 0      | 0      | 1      | 2      | 3      | -1  |
| Totale            | 43    | 18      | 13      | 3       | 2       | 37      | 11      | 17           | 4            | 6            | 7            | 14           | 19           | 35     | 17     | 9      | 9      | 51     | 30     | +21 |

### Andamento in campionato
| Giornata  | 1 | 2 | 3 | 4 | 5 | 6 | 7 | 8 | 9 | 10 | 11 | 12 | 13 | 14 | 15 | 16 | 17 | 18 | 19 | 20 | 21 | 22 | 23 | 24 | 25 | 26 | 27 | 28 | 29 | 30 | 31 | 32 | 33 | 34 |
| --------- | - | - | - | - | - | - | - | - | - | -- | -- | -- | -- | -- | -- | -- | -- | -- | -- | -- | -- | -- | -- | -- | -- | -- | -- | -- | -- | -- | -- | -- | -- | -- |
| Luogo     | C | T | C | T | T | C | T | C | T | C  | T  | C  | T  | C  | T  | C  | T  | T  | C  | T  | C  | C  | T  | C  | T  | C  | T  | C  | T  | C  | T  | C  | T  | C  |
| Risultato | V | P | V | V | V | N | N | V | P | V  | P  | V  | P  | V  | N  | N  | V  | V  | V  | P  | V  | N  | N  | V  | P  | V  | N  | V  | N  | P  | P  | V  | N  | V  |
| Posizione | 2 | 7 | 5 | 4 | 2 | 2 | 2 | 1 | 1 | 1  | 2  | 1  | 3  | 1  | 2  | 2  | 1  | 1  | 1  | 2  | 1  | 1  | 1  | 1  | 1  | 1  | 1  | 1  | 1  | 1  | 2  | 1  | 1  | 1  |

Legenda:

Luogo: C = Casa; T = Trasferta. Risultato: V = Vittoria; N = Pareggio; P = Sconfitta.

### Statistiche dei giocatori
| Giocatore     | Bundesliga | Bundesliga | Bundesliga  | Bundesliga | Coppa di Germania | Coppa di Germania | Coppa di Germania | Coppa di Germania | Totale   | Totale | Totale      | Totale     |
| Giocatore     | Presenze   | Reti       | Ammonizioni | Espulsioni | Presenze          | Reti              | Ammonizioni       | Espulsioni        | Presenze | Reti   | Ammonizioni | Espulsioni |
| ------------- | ---------- | ---------- | ----------- | ---------- | ----------------- | ----------------- | ----------------- | ----------------- | -------- | ------ | ----------- | ---------- |
| W. Brase      | 3          | 0          | 0           | 0          | 0                 | 0                 | 0                 | 0                 | 3        | 0      | 0           | 0          |
| J. Bäse       | 33         | 0          | 0           | 0          | 1                 | 0                 | 0                 | 0                 | 34       | 0      | 0           | 0          |
| H. Dulz       | 32         | 5          | 0           | 0          | 1                 | 0                 | 0                 | 0                 | 33       | 5      | 0           | 0          |
| K. Gerwien    | 21         | 4          | 0           | 0          | 0                 | 0                 | 0                 | 0                 | 21       | 4      | 0           | 0          |
| W. Grzyb      | 15         | 2          | 0           | 0          | 1                 | 0                 | 0                 | 0                 | 16       | 2      | 0           | 0          |
| H. Jäcker     | 2          | 0          | 0           | 0          | 0                 | 0                 | 0                 | 0                 | 2        | 0      | 0           | 0          |
| P. Kaack      | 34         | 0          | 0           | 0          | 1                 | 0                 | 0                 | 0                 | 35       | 0      | 0           | 0          |
| W. Krause     | 2          | 0          | 0           | 0          | 0                 | 0                 | 0                 | 0                 | 2        | 0      | 0           | 0          |
| E. Maas       | 33         | 11         | 0           | 0          | 1                 | 0                 | 0                 | 0                 | 34       | 11     | 0           | 0          |
| W. Matz       | 5          | 0          | 0           | 0          | 0                 | 0                 | 0                 | 0                 | 5        | 0      | 0           | 0          |
| K. Meyer      | 30         | 0          | 0           | 0          | 1                 | 0                 | 0                 | 0                 | 31       | 0      | 0           | 0          |
| J. Moll       | 34         | 5          | 0           | 0          | 1                 | 0                 | 0                 | 0                 | 35       | 5      | 0           | 0          |
| M. Polywka    | 0          | 0          | 0           | 0          | 0                 | 0                 | 0                 | 0                 | 0        | 0      | 0           | 0          |
| W. Rinas      | 0          | 0          | 0           | 0          | 0                 | 0                 | 0                 | 0                 | 0        | 0      | 0           | 0          |
| G. Saborowski | 33         | 8          | 0           | 0          | 1                 | 0                 | 0                 | 0                 | 34       | 8      | 0           | 0          |
| W. Schmidt    | 33         | 0          | 0           | 0          | 1                 | 0                 | 0                 | 0                 | 34       | 0      | 0           | 0          |
| W. Simon      | 0          | 0          | 0           | 0          | 0                 | 0                 | 0                 | 0                 | 0        | 0      | 0           | 0          |
| L. Ulsaß      | 32         | 14         | 0           | 0          | 1                 | 2                 | 0                 | 0                 | 33       | 16     | 0           | 0          |
| H. Wolter     | 32         | 0          | 0           | 0          | 1                 | 0                 | 0                 | 0                 | 33       | 0      | 0           | 0          |